# Ramløse
Ramløse er en by i Nordsjælland med 1.561 indbyggere  (2024), beliggende i Ramløse Sogn umiddelbart nordøst for Arresø. Ramløse tilhører Gribskov Kommune og ligger i Region Hovedstaden.

## Beskrivelse

### Oprindelsen til bynavnet
Forleddet er et gammelt ord, der betyder 'fugtig eng'. Efterleddet -løse er beslægtet med ordet 'lys' og betyder 'lysning' eller 'åben plads'. Navnet betyder altså "Lysningen ved den fugtige eng".

### Historie
Egnen omkring Ramløse har mange spor efter aktivitet allerede i bronzealderen. Gravmælerne Handskehøj og Hyrdehøj er imponerende store, og på de dyrkede marker mellem højene er der spor af overpløjede gravhøje fra samme tidsalder. De få tilbageværende gravhøje er nu fredede. Et markfund af bl.a. sølv, kaldet Ramløseskatten er dateret til Vikingetiden.

Byens nyere historie kan føres ca. tusinde år tilbage. Den oprindelige landsby var centreret omkring gadekæret, hvor der stadig er nogle stråtækte huse. I dette område var der i middelalderen en befæstet hovgård, der allerede nævnes i skriftlige kilder fra ca. 1140. Gården var underlagt biskoppen i Roskilde og var formentlig indtil 1500-tallet hovedgård for Ramløse sogn. Der blev i 1963-1965 ca. 600 m fra gadekæret udgravet rester af et gammelt fundament, som menes at være fra denne borg. 
I 1682 talte landsbyen 30 gårde og 8 huse uden jord. Det samlede dyrkede areal udgjorde 995,5 tønder land skyldsat til 175,63 tdr hartkorn. Dyrkningsformen var trevangsbrug.
I middelalderen lå gårdene tæt samlet omkring gadekæret, og først i løbet af 1700–tallet blev de i dag kendte matrikler etableret. På denne tid var der 29 gårde i Ramløse, og den var en af Frederiksborg amts største byer. I 1781 blev Ramløse som den første landsby i Holbo Herred udskiftet, sandsynligvis på grund af dens størrelse. Udstykningen kan følges gennem matrikelregistrene, som er beskrevet i Bogen om Ramløse. 
Der findes en række fortællinger om landsbyens udvikling, hvoraf nogle er gengivet på internettet.  Ramløse var indtil jernbanen kom til Helsinge i 1897 centrum for området mellem Frederiksværk og Hillerød. 
Omkring udbruddet af 2 verdenskrig blev der på initiativ af Ramløse Borgerforening bygget en ny skole, anlagt vandforsyning og vejbelysning. I 1960'erne planlagde sognerådet en større byudvikling, som skulle sikre Ramløse en fremtrædende position efter den planlagte kommunalreform i 1970. Der blev således bygget flere hundrede nye ejerboliger i slutningen af årtiet, og et nyt butikscenter blev indviet den 20. maj 1969. Men flertallet i kommunalbestyrelsen i den nye Helsinge Kommune ønskede ikke en eksplosiv udvikling af Ramløse, og efter at man havde forbudt skiltning ved Frederiksværksvej og skrinlagt planer om en omfartsvej langs centeret, måtte butikkerne lukke, hvorefter centeret endeligt blev lukket og ombygget til ældreboliger i 1980.  Herefter gik udviklingen af byen i stå, og første større butiksændring var, da Restaurant, Steakhouse blev nedrevet primo august 2011 for at give plads til en Nettobutik, som åbnede den 8. marts 2012. Over for Ramløse Kirke lå der indtil primo maj 2012 en lokal købmandsbutik, som i 2025 er ombygget til galleri.

### Ramløse i dag
I byen findes, ud over kirken og Ramløse Mølle, en sportshal og en folkeskole, Ramløse skole. Skråt over for denne ligger den gamle rytterskole, som er vidnesbyrd om det gamle rytterdistrikt på egnen. 
Der går en landevej, rute 205, gennem Ramløse til henholdsvis Frederiksværk og Helsinge, hvor der begge steder er forbindelse med tog til København. Der kører en bus på denne vej. Fra det gamle landsbycentrum udbredes de nye kvarterer, især mod Sydøst. På vejen mod Annisse passerer trafikanter bl.a. et sommerhusområde ved Ramløse Bakker. På vejen mod Helsinge ligger Ramløse Forsamlingshus nær Hyrdehøj ved det højeste punkt ca. 500 m udenfor Ramløse by. Her afholdes en række arrangementer året rundt, bl.a. en årligt tilbagevendende Revy.
Siden 1960'erne er byen blevet udbygget med bl.a. Ramløse Søkrog. I dette område findes en lille bådehavn. En projekteret sti rundt om Arresø skal bl.a. forbinde dette område med Bækkekrogen og Ramløse Sand. Bådehavnen er om sommeren hjemsted for ca. 30 sejlbåde, og der afholdes en ugentlig konkurrencesjlads. I den hårde frost fra dagene omkring nytårsdag 2010 til medio januar var Arresø tilfrosset, og der afholdtes bl.a. dansk mesterskab (DM) for isbåde med udgangspunkt i Ramløse Bådehavn den 9. januar 2010.

## Medier
Der udgives 6 gange årligt et blad om aktiviteter i Ramløse, Ramløse Guiden. Bladet omdeles gratis til alle husstande i Ramløse Sogn, mens andre kan abonnere for 160 kr. årligt (i år 2009).

## Kendte bysbørn
- Thomas Meilstrup, sanger

## Billeder fra Ramløse
- Ramløse Mølle.
- Ramløse landsby set fra gadekæret.
- Den gamle skole, oprindelig rytterskole, beliggende ved vej 205.
- Ramløse kirke, set fra vestgavlen.